# Пиетроаса (Тимиш)
Пиетроаса (рум. Pietroasa) насеље је у Румунији у округу Тимиш у општини Пиетроаса. Oпштина се налази на надморској висини од 338 m.

## Прошлост
По "Румунској енциклопедији" место се помиње 1514. године. Тада је власништво Георга Браденбурга а ту живи 15 кметова. Године 1717. пописано је 15 кућа у селу "Петровац". Село као спахилук је 1819. године даровано породици Матеје Тратнера. Стара црква брвнара подигнута је још 1720. године.
Аустријски царски ревизор Ерлер је 1774. године констатовао да место "Петроса" припада Фачетком округу, Лугожког дистрикта. Становништво је било претежно влашко. Када је 1797. године пописан православни клир ту је један свештеник. Парох поп Јован Ангел (рукоп. 1795) служио се само румунским језиком.

## Становништво
Према подацима из 2002. године у насељу је живело 1174 становника, од којих су сви румунске националности.

### Хронологија
| Година       | 1992 | 1993 | 1994 | 1995 | 1996 | 1997 | 1998 | 1999 | 2000 | 2001 | 2002 | 2003 | 2004 | 2005 | 2006 | 2007 | 2008 | 2009 | 2010 | 2011 | 2012 | 2013 | 2014 | 2015 | 2016 | 2017 |
| ------------ | ---- | ---- | ---- | ---- | ---- | ---- | ---- | ---- | ---- | ---- | ---- | ---- | ---- | ---- | ---- | ---- | ---- | ---- | ---- | ---- | ---- | ---- | ---- | ---- | ---- | ---- |
| Становништво | 1236 | 1247 | 1242 | 1227 | 1231 | 1230 | 1237 | 1222 | 1218 | 1236 | 1228 | 1230 | 1213 | 1192 | 1189 | 1178 | 1158 | 1140 | 1123 | 1100 | 1095 | 1092 | 1087 | 1071 | 1070 | 1060 |